# Montesabinese
Montesabinese è una frazione italiana di poche decine di abitanti del comune di Carsoli (AQ), in Abruzzo.

## Geografia fisica
Il paese è situato alle pendici del monte Fontecellese (1.623 m s.l.m.) a circa 839 m s.l.m. sul versante orientale della piana del Cavaliere tra i territori di Carsoli e Pereto.
Confina ad est con il borgo di Colli di Monte Bove, a sud con Pereto, a sud ovest con Villa Romana di Carsoli e a nord ovest con Carsoli.
Dista circa 2,5 chilometri dal capoluogo comunale.

## Origini del nome
Secondo il letterato e storico Giacinto De Vecchi Pieralice il nome del paese deriverebbe dalla conformazione geologica del colle su cui venne edificato che essendo costituito da abbondante materiale sabbioso avrebbe generato il toponimo "Monsabionese" successivamente modificatosi in "Montesabionese", infine nel toponimo contemporaneo. 
Una leggenda popolare lega l'origine del nome di Montesabinese al ratto delle Sabine, vicenda a seguito della quale i romani e i sabini avrebbero fondato il borgo insieme alla vicina Villa Romana.
Lo storico Muzio Febonio nella sua opera Historiae Marsorum chiama "Villa Romana Villa Sabinensis" i due contemporanei paesi limitrofi di Villa Romana e Montesabinese.

## Storia

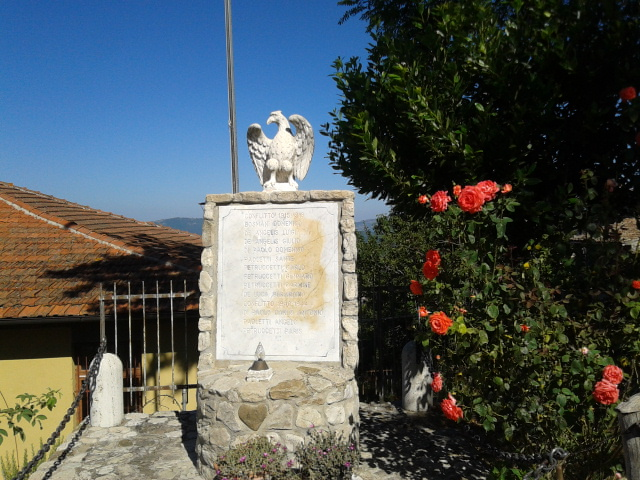
Il monumento ai caduti di tutte le guerre

L'origine del nucleo rurale è legata al fundus che risultò incluso nell'ager dell'antica colonia romana di Carsioli fondata nel 304 a.C. Lo sviluppo del suo territorio portò alla creazione della villa e in seguito alla edificazione del centro urbano contemporaneo. Lo stesso processo si è verificato per il limitrofo borgo di Villa Romana tanto che i due borghi almeno fino al Basso Medioevo vennero accomunati nell'identico toponimo di Villa di Montesabinese.
Incluso nei territori della contea dei Marsi, nel periodo bassomedievale il paese ha fatto parte della contea di Carsoli e successivamente del ducato di Tagliacozzo, territori per lunghi decenni contesi dalle potenti famiglie romane degli Orsini e dei Colonna.
Dopo l'abolizione della feudalità Montesabinese, riportato in alcuni documenti ancora con il nome di Villa Sabinese, fece parte dal 1807 dell'universitas di Celle (nome antico della contemporanea Carsoli) e dal 1811 del circondario di Carsoli incluso nel distretto di Avezzano. 
Montesabinese, come la maggior parte dei centri della piana del Cavaliere, non ha subito gravi danni a causa del sisma del 13 gennaio 1915 che invece devastò le altre aree della Marsica.

## Monumenti e luoghi d'interesse

### Architetture religiose

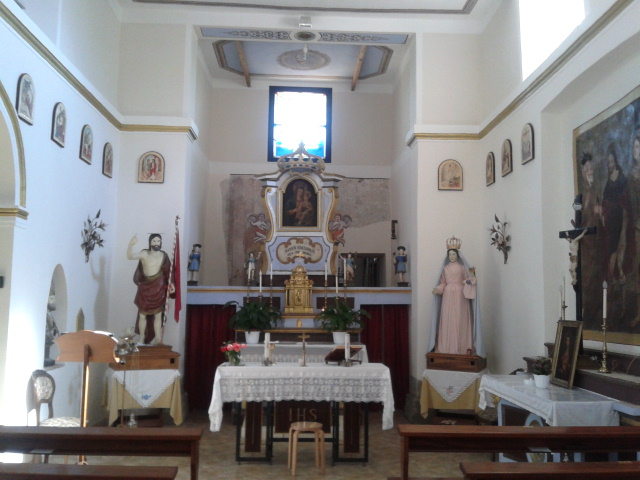
Interno della chiesa di San Giovanni

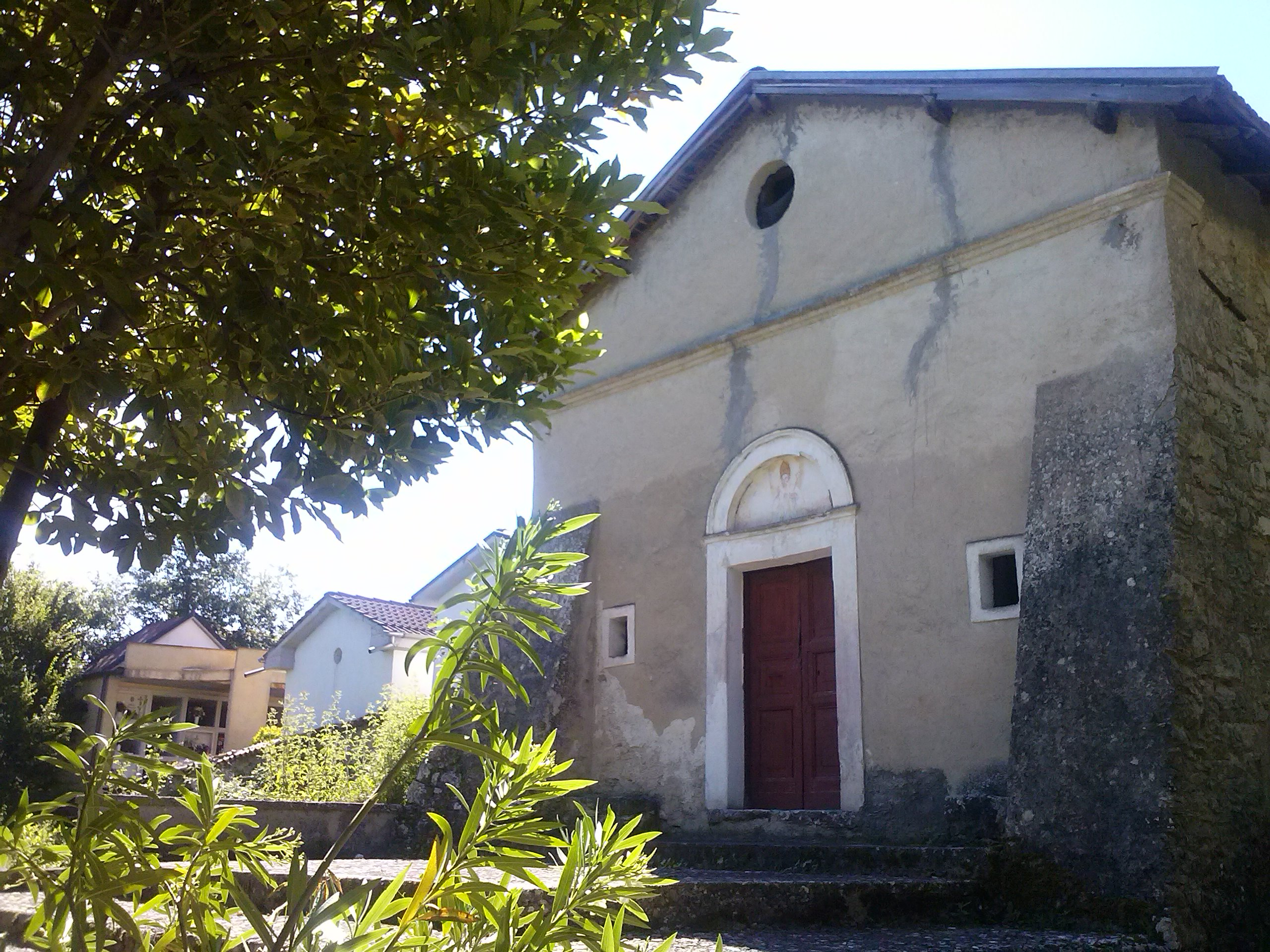
Chiesa di Sant'Atanasio

- Chiesa di San Giovanni Battista, edificata con ogni probabilità nel XVII secolo è situata nel centro storico del paese[15][16].
- Chiesa di Sant'Atanasio, piccola chiesa situata nei pressi del cimitero[17].
- Chiesetta rurale di Santa Maria della Presentazione (detta comunemente "chiesetta di Santa Martellecchia"), situata sulla via Tiburtina Valeria tra Carsoli e Colli di Monte Bove, all'altezza del bivio per Montesabinese[18].

### Aree naturali
Monte FontecelleseMontagna la cui flora si caratterizza per la presenza di faggi e di altre piante come l'anemone gialla, la colombina cava, la cinquefoglia, specie di fragola secca, e l'erba trinità. Lungo il sentiero per Marsia è collocata la statua in bronzo dedicata a Sandro Iacuitti.
Sentiero di CorradinoItinerario escursionistico di circa 80 chilometri che ripercorre i sentieri montani che i ghibellini seguirono per raggiungere i piani Palentini dove nell'agosto del 1268 avvenne la fatale battaglia di Tagliacozzo persa contro i guelfi guidati da Carlo I d'Angiò. La fuga di Corradino verso Roma avvenne lungo lo stesso tracciato che toccò i piccoli borghi situati tra i piani Palentini e la piana del Cavaliere.

## Società

### Tradizioni e folclore
La festa patronale in onore di san Giovanni Battista si svolge con riti religiosi e popolari intorno alla metà di agosto.

## Cultura

### Musei
Museo privato dell'agricoltura eroica.

## Infrastrutture e trasporti

### Strade
Il borgo è raggiungibile dalla strada provinciale 107 che lo collega con Carsoli e Villa Romana oppure dalla via Variante ("SS 5 quater") della Tiburtina Valeria in direzione di Colli di Monte Bove.